# Rick Parfitt
Rick Parfitt (Woking, 1948. október 12. – Marbella, 2016. december 24.) brit gitáros, zeneszerző.

## Életpályája
Fiatalkorában Oxfordban tanult, majd utcazenész volt London utcáin. 1966-tól a Status Quo tagja. Az együttes frontembere Francis Rossi. Parfitt a hetvenes évek végén 192 ezer fontért vett házat, majd ennek háromszorosáért hajót. Parfitt legismertebb dalai az Andy Bownnal közösen írt Whatever You Want, Again and Again és Rain.
Parfittet 2016 december 22-én mallorcai nyaralása során vitték a marbellai kórházba vérmérgezéssel, ahol két nappal később elhunyt.

## Lemezek
A Status Quo szinte mindegyik lemezén szerepelt.